# Рудники (Келецький повіт)
Рудники (пол. Rudniki) — село в Польщі, у гміні Лопушно Келецького повіту Свентокшиського воєводства.
Населення — 181 особа (2011).
У 1975-1998 роках село належало до Келецького воєводства.

## Демографія
Демографічна структура на день 31 березня 2011 року:
|          | Загалом | Допрацездатний вік | Працездатний вік | Постпрацездатний вік |
| -------- | ------- | ------------------ | ---------------- | -------------------- |
| Чоловіки | 100     | 24                 | 61               | 15                   |
| Жінки    | 81      | 18                 | 36               | 27                   |
| Разом    | 181     | 42                 | 97               | 42                   |